# Sangatte
 Sangatte  es una comuna y población de Francia, en la región de Norte-Paso de Calais, departamento de Paso de Calais, en el distrito de Calais y cantón de Calais Noroeste.
Forma parte de la aglomeración urbana de Calais, y está integrada en la Communauté d'agglomération de Calaisis.

## Historia
La villa fue cedida a Inglaterra en 1360, durante la guerra de los Cien Años. Manteniendo los ingleses el territorio mediante la Paz de Picquigny de 1475, hasta que durante la guerra italiana fue tomada por los franceses, comandado por el Duque de Guisa, el 1 de enero de 1558.

## Demografía
| 646 | 568 | 717 | 643 | 941 | 900 | 1 044 | 1 063 | 1 024 | 1 032 | 1 129 | 1 250 | 1 491 | 1 979 | 2 160 | 2 028 | 2 067 | 2 142 | 2 302 | 2 516 | 2 554 | 2 622 | 2 794 | 2 711 | 1 588 | 2 447 | 3 309 | 3 340 | 3 332 | 3 199 | 3 326 | 4 046 | 4 549 |
| Para los censos de 1962 a 1999 la población legal corresponde a la población sin duplicidades (Fuente: INSEE [Consultar]) |     |     |     |     |     |       |       |       |       |       |       |       |       |       |       |       |       |       |       |       |       |       |       |       |       |       |       |       |       |       |       |       |